# Latin for Lovers
Latin for Lovers — студийный альбом американской певицы Дорис Дэй, выпущенный 22 марта 1965 года на лейбле Columbia Records. Альбом был записан в модном на тот момент латиноамериканском стиле. Хотя пластинка получила положительные отзывы критиков, она не имела коммерческого успеха.

## Отзывы критиков
Уильям Рульманн из AllMusic написал, что, возможно, Дорис Дэй не сразу приходит на ум как человек, хорошо подходящий для слегка ритмичного стиля, но у неё всегда было чутье на материал в среднем темпе, который демонстрировал её теплый, богатый голос. Он отметил, что к своим сорока с небольшим годам вечно простодушная певица, наконец, начала проявлять признаки зрелости, и выбрала совершенно иной подход к работе над альбомом, исполняя песни как взрослая женщина, а в её голосе даже местами проскальзывала привлекательная хрипотца. Как бывшая вокалистка группы, она знала, как работать с ритмом, и поэтому ритмы её совсем не сбивали с толку. Результатом стала удивительно приятная для нее смена темпа. 
В журнале Billboard дали положительный отзыв, отметив, что Дорис Дэй в своём неподражаемом, свежем, теплом стиле представляет дюжину тщательно подобранных композиций.

## Список композий
| №  | Название                              | Автор(ы)                                                | Длительность |
| -- | ------------------------------------- | ------------------------------------------------------- | ------------ |
| 1. | «Corcovado»                           | Антониу Карлос Жобин, Джин Лис                          | 2:54         |
| 2. | «Fly Me to the Moon (In Other Words)» | Барт Ховард                                             | 2:33         |
| 3. | «Meditation»                          | Антониу Карлос Жобин, Ньютон Мендонса, Норман Гимбел    | 2:54         |
| 4. | «Dansero»                             | Ричард Хейман, Ли Дэниэлс, Сол Паркер                   | 2:22         |
| 5. | «Summer Has Gone»                     | Джин Динови, Билл Комсток                               | 2:16         |
| 6. | «How Insensitive»                     | Антониу Карлос Жобин, Винисиус ди Морайс, Норман Гимбел | 3:39         |

| №  | Название                                             | Автор(ы)                                                            | Длительность |
| -- | ---------------------------------------------------- | ------------------------------------------------------------------- | ------------ |
| 1. | «Slightly Out of Tune (Desafinado)»                  | Антониу Карлос Жобин, Ньютон Мендонса, Джон Хендрикс, Джесси Кавано | 2:49         |
| 2. | «Our Day Will Come»                                  | Морт Гарсон, Боб Хиллард                                            | 2:40         |
| 3. | «Be True to Me (Sabor A Mi)»                         | Мел Митчелл, Аларкон Карилло                                        | 3:04         |
| 4. | «Perhaps, Perhaps, Perhaps (Quizás, Quizás, Quizás)» | Освальдо Фаррес, Джо Дэвис                                          | 2:31         |
| 5. | «Be Mine Tonight (Noche De Ronda)»                   | Мария Тереза Лара, Санни Скайлар                                    | 3:22         |
| 6. | «Por Favor»                                          | Джо Шерман, Ноэль Шерман                                            | 2:22         |